# Autoba ochreirufa
Autoba ochreirufa är en fjärilsart som beskrevs av W. Warren 1914. Autoba ochreirufa ingår i släktet Autoba och familjen nattflyn. Inga underarter finns listade i Catalogue of Life.